# Belval-sous-Châtillon
Pour les articles homonymes, voir Belval.
Belval-sous-Châtillon est une commune française, située dans le département de la Marne en région Grand Est.

## Géographie

### Localisation
Belval-sous-Châtillon se trouve à l'ouest du département de la Marne, en région Grand Est. Elle appartient à la région agricole du Tardenois.

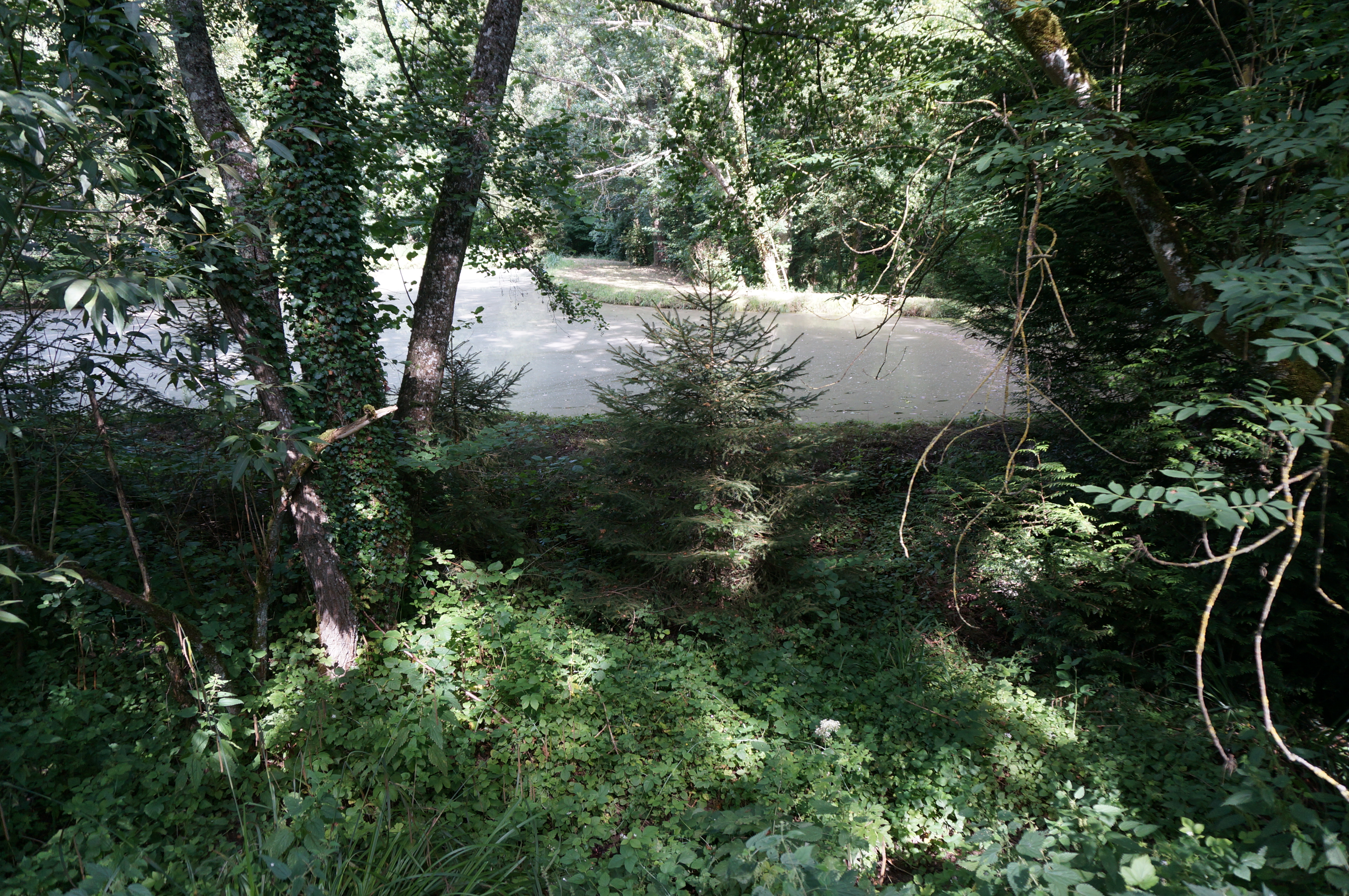
Un étang à Belval-sous-Châtillon.

La commune s'étend sur une superficie de 715 hectares. Sur son territoire, l'altitude varie de 129 à 255 mètres. Belval se trouve dans une petite vallée créée par le ruisseau de Belval dans la montagne de Reims. On trouve quelques étangs le long de son cours. Après avoir traversé le village, le ruisseau se divise en deux : le ruisseau de la Petite Vente et le ruisseau de Grand Pré. Au nord, un autre affluent du ruisseau de Belval arrose la commune : le ruisseau des Marais. Le nord-est du territoire est boisé. Au nord du ruisseau des Marais et au nord du village, des vignes du vignoble de Champagne s'étalent à flanc de coteau.
La commune fait partie du parc naturel régional de la Montagne de Reims. Elle regroupe plusieurs hameaux, en dehors du village : la Charmoise, Pré, Paradis, la Poterne. La principale route pour accéder à Belval-sous-Châtillon est la route départementale D 324 (depuis Cuchery ou Fleury-la-Rivière).
Par la route, Belval-sous-Châtillon se situe à 49 km de Châlons-en-Champagne, préfecture du département, à 15 km d'Épernay, sous-préfecture, et à 21 km de Dormans, bureau centralisateur du canton de Dormans-Paysages de Champagne dont dépend Belval-sous-Châtillon depuis 2015. La commune fait en outre partie du bassin de vie d'Épernay.
Baslieux-sous-Châtillon est limitrophe de 7 communes :
|                        | La Neuville-aux-Larris |                   |
| Cuchery                | Belval-sous-Châtillon  | Chaumuzy          |
| Villers-sous-Châtillon | Venteuil, Damery       | Fleury-la-Rivière |

### Hydrographie
La commune est dans la région hydrographique « la Seine de sa source au confluent de l'Oise (exclu) » au sein du bassin Seine-Normandie. Elle est drainée par le ruisseau de Belval, le Fossé 01 de la Fréverge, le ruisseau de Grand Pre et le ruisseau de la Petite Vente,.
Le ruisseau de Belval, d'une longueur de 13 km, prend sa source dans la commune  et se jette  dans la Marne à Châtillon-sur-Marne, après avoir traversé cinq communes. 

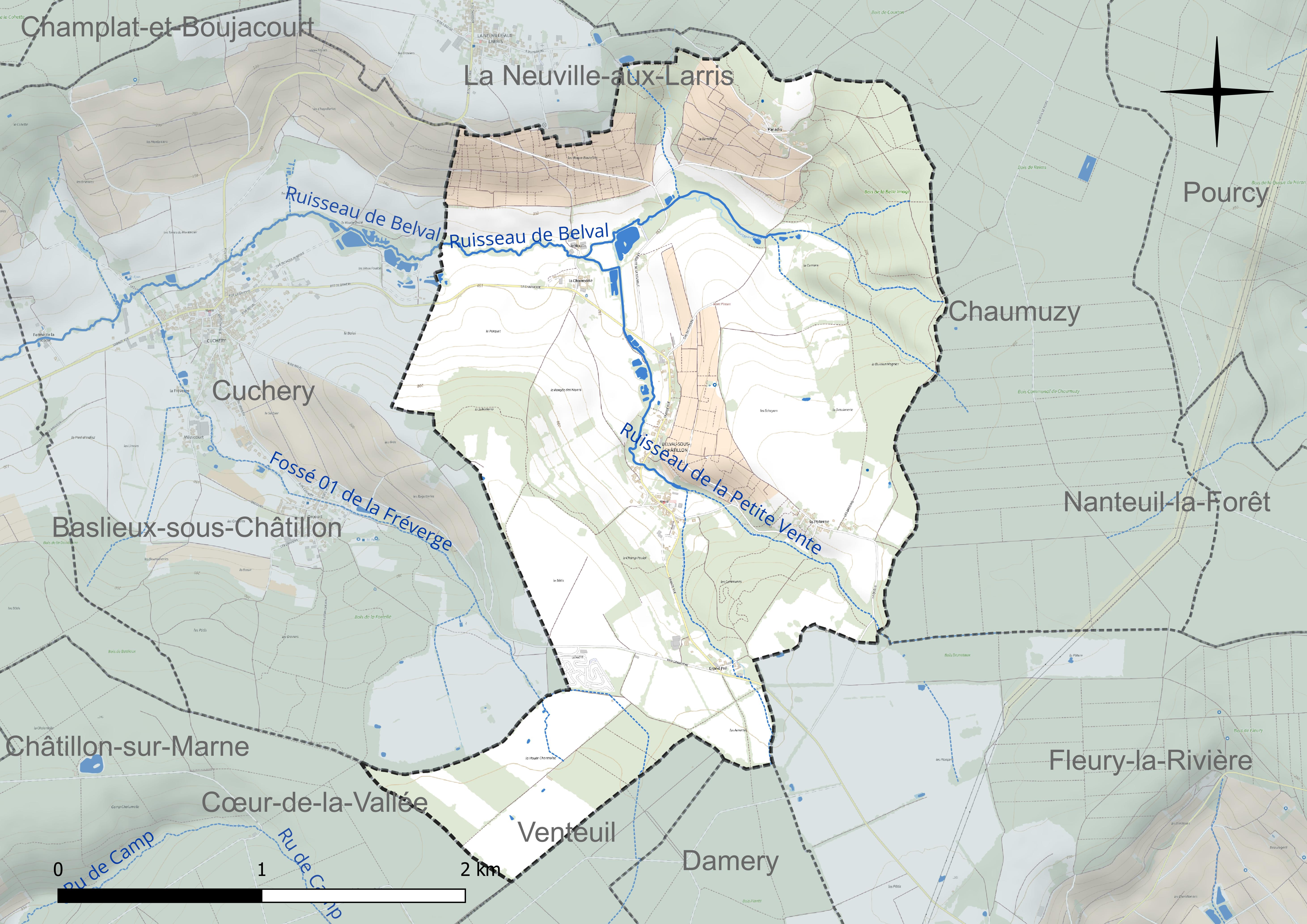
Réseau hydrographique de Belval-sous-Châtillon.

### Climat
Pour des articles plus généraux, voir Climat du Grand Est et Climat de la Marne.
En 2010, le climat de la commune est de type climat océanique dégradé des plaines du Centre et du Nord, selon une étude du Centre national de la recherche scientifique s'appuyant sur une série de données couvrant la période 1971-2000. En 2020, Météo-France publie une typologie des climats de la France métropolitaine dans laquelle la commune est exposée à un climat océanique altéré et est dans la région climatique  Nord-est du bassin Parisien, caractérisée par un ensoleillement médiocre, une pluviométrie moyenne régulièrement répartie au cours de l’année et un hiver froid (3 °C). 
Pour la période 1971-2000, la température annuelle moyenne est de 10,5 °C, avec une amplitude thermique annuelle de 15,4 °C. Le cumul annuel moyen de précipitations est de 806 mm, avec 12,2 jours de précipitations en janvier et 8,4 jours en juillet. Pour la période 1991-2020, la température moyenne annuelle observée sur la station météorologique de Météo-France la plus proche, « Chambrecy-Civc », sur la commune de Chambrecy à 7 km à vol d'oiseau, est de 10,7 °C et le cumul annuel moyen de précipitations est de 734,0 mm. 
La température maximale relevée sur cette station est de 40,3 °C, atteinte le 25 juillet 2019 ; la température minimale est de −22,1 °C, atteinte le 17 janvier 1985,,. 
Les paramètres climatiques de la commune ont été estimés pour le milieu du siècle (2041-2070) selon différents scénarios d'émission de gaz à effet de serre à partir des nouvelles projections climatiques de référence DRIAS-2020. Ils sont consultables sur un site dédié publié par Météo-France en novembre 2022.

### Milieux naturels et biodiversité
L'Inventaire national du patrimoine naturel (INPN) recense 421 espèces sur le territoire de la commune, dont 44 espèces protégées et 18 espèces menacées.
Belval-sous-Châtillon fait partie du parc naturel régional de la Montagne de Reims. Elle ne compte toutefois aucune zone naturelle d'intérêt écologique, faunistique et floristique (ZNIEFF) ou autre espace naturel protégé sur son territoire.

## Urbanisme

### Typologie
Au 1er janvier 2024, Belval-sous-Châtillon est catégorisée commune rurale à habitat très dispersé, selon la nouvelle grille communale de densité à sept niveaux définie par l'Insee en 2022.
Elle est située hors unité urbaine. Par ailleurs la commune fait partie de l'aire d'attraction de Reims, dont elle est une commune de la couronne,. Cette aire, qui regroupe 294 communes, est catégorisée dans les aires de 200 000 à moins de 700 000 habitants,.

### Occupation des sols
L'occupation des sols de la commune, telle qu'elle ressort de la base de données européenne d’occupation biophysique des sols Corine Land Cover (CLC), est marquée par l'importance des territoires agricoles (64,9 % en 2018), une proportion identique à celle de 1990 (64,9 %). La répartition détaillée en 2018 est la suivante : forêts (35,1 %), terres arables (34,5 %), cultures permanentes (14,8 %), prairies (10,2 %), zones agricoles hétérogènes (5,4 %). 
L'évolution de l’occupation des sols de la commune et de ses infrastructures peut être observée sur les différentes représentations cartographiques du territoire : la carte de Cassini (XVIIIe siècle), la carte d'état-major (1820-1866) et les cartes ou photos aériennes de l'IGN pour la période actuelle (1950 à aujourd'hui).

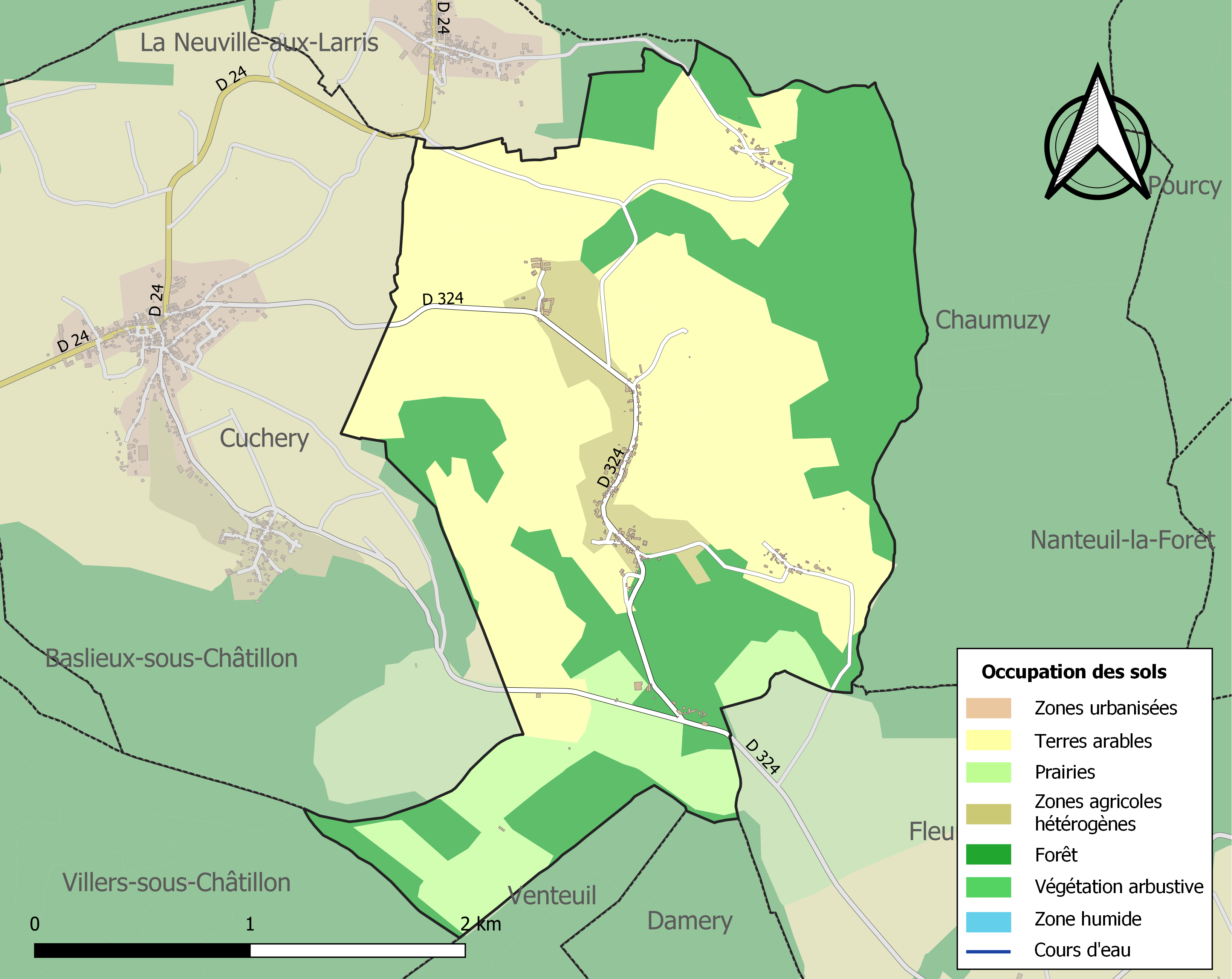
Carte des infrastructures et de l'occupation des sols de la commune en 2018 (CLC).

### Habitat et logement
En 2021, Belval-sous-Châtillon compte 81 logements. Ces logements sont à 97,5 % des maisons ; la commune ne comptant qu'un seul appartement. En raison de la prévalence des maisons, les résidences principales de Belval-sous-Châtillon disposent en moyenne de 5,4 pièces.
Le tableau ci-dessous présente une comparaison de quelques indicateurs chiffrés du logement pour Belval-sous-Châtillon, la communauté de communes des Paysages de la Champagne (CCPC), le département de la Marne et la France entière :
|                                                            | Belval-sous-Châtillon | CCPC   | Marne   | France     |
| ---------------------------------------------------------- | --------------------- | ------ | ------- | ---------- |
| Ensemble des logements                                     | 81                    | 11 470 | 300 919 | 37 155 918 |
| Part des résidences principales (en %)                     | 80,5                  | 80,9   | 87,5    | 82,2       |
| Part des résidences secondaires (en %)                     | 7,3                   | 5,8    | 3,4     | 9,7        |
| Part des logements vacants (en %)                          | 12,2                  | 13,4   | 9,1     | 8,1        |
| Part des propriétaires de leur résidence principale (en %) | 93,8                  | 76,4   | 52,2    | 57,5       |

À Belval-sous-Châtillon, en 2021, 80,5 % des logements sont des résidences principales, 7,3 % des résidences secondaires et 12,2 % des logements vacants. Par ailleurs, 93,8 % des ménages sont propriétaires de leur résidence principale. Belval-sous-Châtillon se démarque alors par un nombre largement supérieur à la moyenne de ménages propriétaires de leur résidence principale.
Parmi les 65 résidences principales construites avant 2019, 30,8 % avaient été construites avant 1919, 9,2 % entre 1919 et 1945, 4,6 % entre 1946 et 1970, 27,7 % entre 1971 et 1990, 12,3 % entre 1991 et 2005 et 15,4 % entre 2006 et 2018.
Le tableau ci-dessous présente l'évolution du nombre de logements sur le territoire de la commune, par catégorie, depuis 1968 :
|                        | 1968 | 1975 | 1982 | 1990 | 1999 | 2010 | 2015 | 2021 |
| ---------------------- | ---- | ---- | ---- | ---- | ---- | ---- | ---- | ---- |
| Résidences principales | 48   | 47   | 52   | 59   | 59   | 64   | 64   | 65   |
| Résidences secondaires | 9    | 13   | 18   | 9    | 11   | 14   | 3    | 6    |
| Logements vacants      | 7    | 9    | 2    | 5    | 7    | 6    | 13   | 10   |
| Total                  | 64   | 69   | 72   | 73   | 77   | 84   | 80   | 81   |

### Voies de communication et transports
La commune est traversée par la route départementale 324 entre Cuchery au nord-ouest et Fleury-la-Rivière au sud-est.

## Toponymie
Le nom de la localité est attesté sous les formes Bella Vallis (1207) ; Bele-Val (vers 1300) ; Belleval (1301) ; Bellavalis (1346) ; Belval (1735) ; Bellival (1804).
Belval : la « belle vallée », le « beau vallon » au nord-est de Châtillon-sur-Marne.[réf. nécessaire]

## Histoire

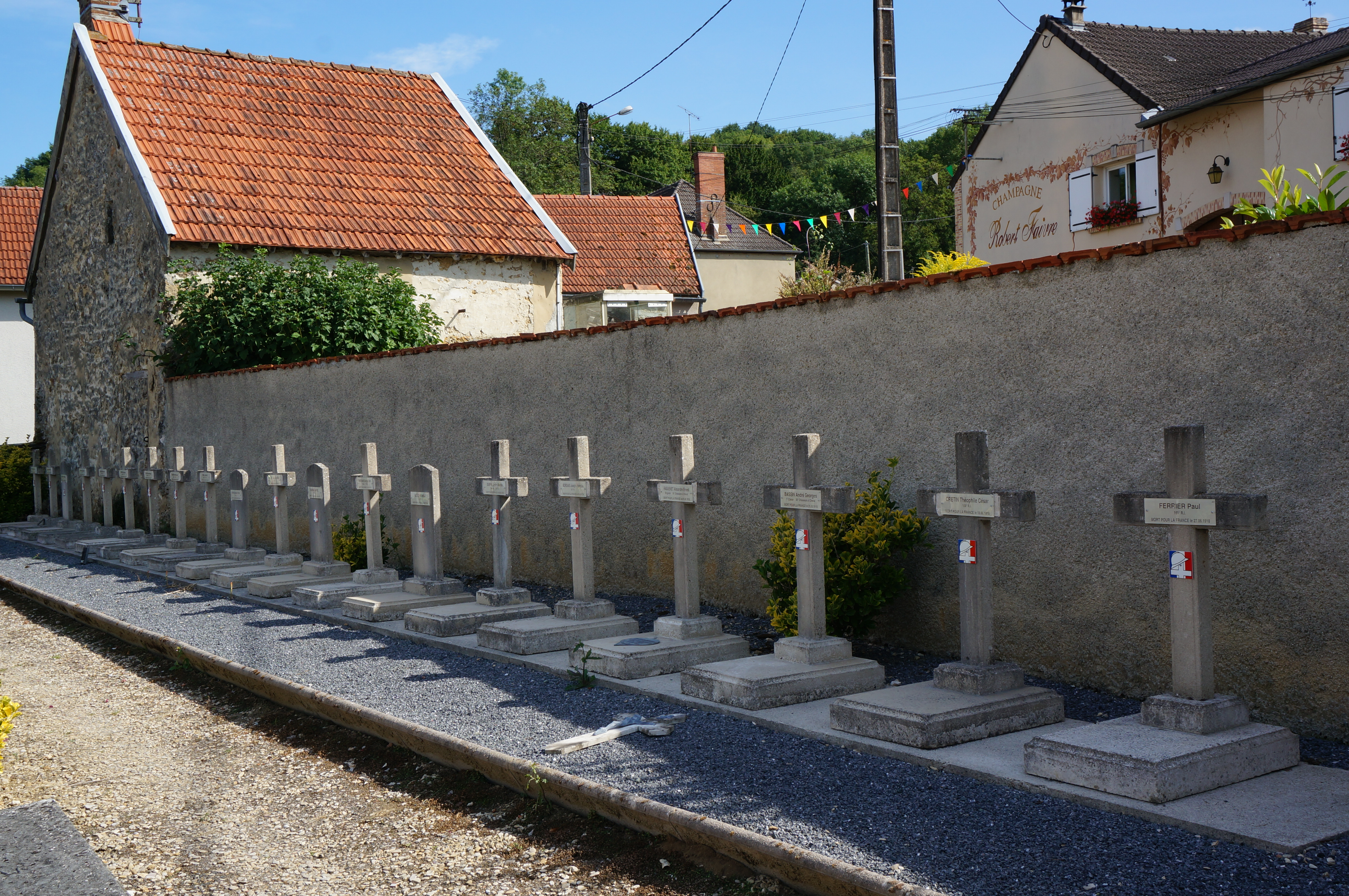
Le carré militaire du cimetière.

Au XIe siècle se trouvait là un prieuré qui avait cinq religieux et un prieur conventuel, sur les terres de la famille de Roucy qui les cédait plus tard à l'abbaye de Grande Sauve en fin XIIIe siècle. Thibaut II de Champagne confirmait vers 1140 cette cession. Le pape Célestin III citait Belval dans une bulle du 10 mai 1197. Amauvin, treizième abbé de Grande-Sauve, cédait une partie du territoire pour créer la Neuville en septembre 1207. Le village est du présidial de Château-Thierry et de la coutume de Vitry.
La commune est décorée de la Croix de guerre 1914-1918 le 30 mai 1921. Au sein du cimetière se trouve un carré réservé aux tombes de soldats tombés lors de la Première Guerre mondiale.

## Politique et administration
Par décret du 29 mars 2017, la commune est détachée le 31 mars 2017 de l'arrondissement de Reims pour intégrer l'arrondissement d'Épernay.

### Intercommunalité
La commune, antérieurement membre de la communauté de communes du Châtillonnais, est membre, depuis le 1er janvier 2014, de la communauté de communes Ardre et Châtillonnais.
En effet, conformément au schéma départemental de coopération intercommunale de la Marne du 15 décembre 2011, cette communauté de communes Ardre et Châtillonnais est issue de la fusion, au 1er janvier 2014, de la communauté de communes du Châtillonnais et de la communauté de communes Ardre et Tardenois,

### Liste des maires
| Période                                  | Période                      | Identité        | Étiquette | Qualité |
| ---------------------------------------- | ---------------------------- | --------------- | --------- | ------- |
| avant 1874                               | après 1876                   | Vély            |           |         |
| Les données manquantes sont à compléter. |                              |                 |           |         |
| 2001                                     | 2014                         | Bernard Régnier |           |         |
| 2014                                     | En cours (au 4 juillet 2014) | Pascal Naillon  |           |         |

## Équipements et services publics

### Eau et déchets
L'approvisionnement en eau potable et l'assainissement des eaux usées sont des compétences de la communauté de communes des Paysages de la Champagne. La commune de Belval-sous-Châtillon est alimentée en eau potable par les captages de Champlat. La production et la distribution d'eau potable font l'objet d'une délégation de service public confiée à Suez jusqu'en 2031. L'assainissement y est non collectif et assuré en régie par la communauté de communes.
La communauté de communes est également compétente en matière de déchets. La collecte des ordures ménagères résiduelles et des déchets recyclables est réalisée en porte à porte. La communauté de commune adhérant au syndicat de valorisation des ordures ménagères de la Marne (SYVALOM), ces déchets sont amenés au centre de transfert départemental de Pierry puis valorisés sur le site de La Veuve. La collecte du verre et des textiles se fait en apport volontaire. La communauté de communes met par ailleurs six déchèteries à disposition de ses habitants, accessibles après création d'une carte d'accès : à Châtillon-sur-Marne, Damery-Venteuil, Fèrebrianges, Mareuil-le-Port, Montmort-Lucy et Trélou-sur-Marne.

### Enseignement
Belval-sous-Châtillon fait partie de l'académie de Reims.
Les enfants de Belval-sous-Châtillon sont accueillis au sein de l'école primaire (maternelle et élémentaire) de Cuchery, installée place de la Mairie et fréquentée par 88 élèves (chiffres 2024-2025).
Les jeunes de Belval-sous-Châtillon sont ensuite rattachés au collège Professeur Nicaise de Mareuil-le-Port et au lycée Stéphane-Hessel d'Épernay.

### Postes et télécommunications
Une boîte aux lettres de La Poste se trouve sur le territoire de la commune, au hameau de Paradis. Les bureaux de poste les plus proches sont situés à Damery, Ville-en-Tardenois et Châtillon-sur-Marne.

### Justice, sécurité et secours
Du point de vue judiciaire, Belval-sous-Châtillon relève du conseil de prud'hommes, du tribunal de commerce, du tribunal judiciaire, du tribunal paritaire des baux ruraux et du tribunal pour enfants de Reims, dans le ressort de la cour d'appel de Reims. Pour le contentieux administratif, la commune dépend du tribunal administratif de Châlons-en-Champagne et de la cour administrative d'appel de Nancy.
Belval-sous-Châtillon est située en secteur Gendarmerie nationale et dépend de la brigade de Châtillon-sur-Marne.
En matière d'incendie et de secours, les centres d'incendie et de secours les plus proches sont ceux de Dormans et Romigny, dépendant du Service départemental d'incendie et de secours (SDIS) de la Marne. La commune est rattachée au centre de première intervention de La Neuville-aux-Larris qui compte 13 sapeurs-pompiers volontaires intercommunaux suppléant les pompiers professionnels du SDIS.

## Population et société

### Démographie
L'évolution du nombre d'habitants est connue à travers les recensements de la population effectués dans la commune depuis 1793. Pour les communes de moins de 10 000 habitants, une enquête de recensement portant sur toute la population est réalisée tous les cinq ans, les populations de référence des années intermédiaires étant quant à elles estimées par interpolation ou extrapolation. Pour la commune, le premier recensement exhaustif entrant dans le cadre du nouveau dispositif a été réalisé en 2005.

En 2022, la commune comptait 171 habitants, en évolution de +13,25 % par rapport à 2016 (Marne : −1,19 %, France hors Mayotte : +2,11 %).
| 1793 | 1800 | 1806 | 1821 | 1831 | 1836 | 1841 | 1846 | 1851 |
| ---- | ---- | ---- | ---- | ---- | ---- | ---- | ---- | ---- |
| 433  | 540  | 536  | 434  | 497  | 463  | 452  | 393  | 380  |

| 1856 | 1861 | 1866 | 1872 | 1876 | 1881 | 1886 | 1891 | 1896 |
| ---- | ---- | ---- | ---- | ---- | ---- | ---- | ---- | ---- |
| 352  | 361  | 318  | 303  | 283  | 264  | 283  | 296  | 294  |

| 1901 | 1906 | 1911 | 1921 | 1926 | 1931 | 1936 | 1946 | 1954 |
| ---- | ---- | ---- | ---- | ---- | ---- | ---- | ---- | ---- |
| 284  | 265  | 257  | 188  | 205  | 166  | 185  | 171  | 139  |

| 1962 | 1968 | 1975 | 1982 | 1990 | 1999 | 2005 | 2006 | 2010 |
| ---- | ---- | ---- | ---- | ---- | ---- | ---- | ---- | ---- |
| 134  | 136  | 122  | 134  | 149  | 157  | 160  | 163  | 176  |

| 2015 | 2020 | 2022 | - | - | - | - | - | - |
| ---- | ---- | ---- | - | - | - | - | - | - |
| 155  | 168  | 171  | - | - | - | - | - | - |

### Cultes
Pour le culte catholique, l'église Saint-Roch de Belval-sous-Châtillon dépend de la paroisse Urbain II, au sein du diocèse de Reims.

### Médias
La presse écrite régionale comprend le quotidien L'Union et l'hebdomadaire L'Hebdo du vendredi.
Parmi les stations de radio locales, il est possible de citer Ici Champagne-Ardenne et Champagne FM.

## Économie
Belval-sous-Châtillon fait partie de la rive droite de la Vallée de la Marne avec 78 hectares en appellation Champagne.

## Culture et patrimoine

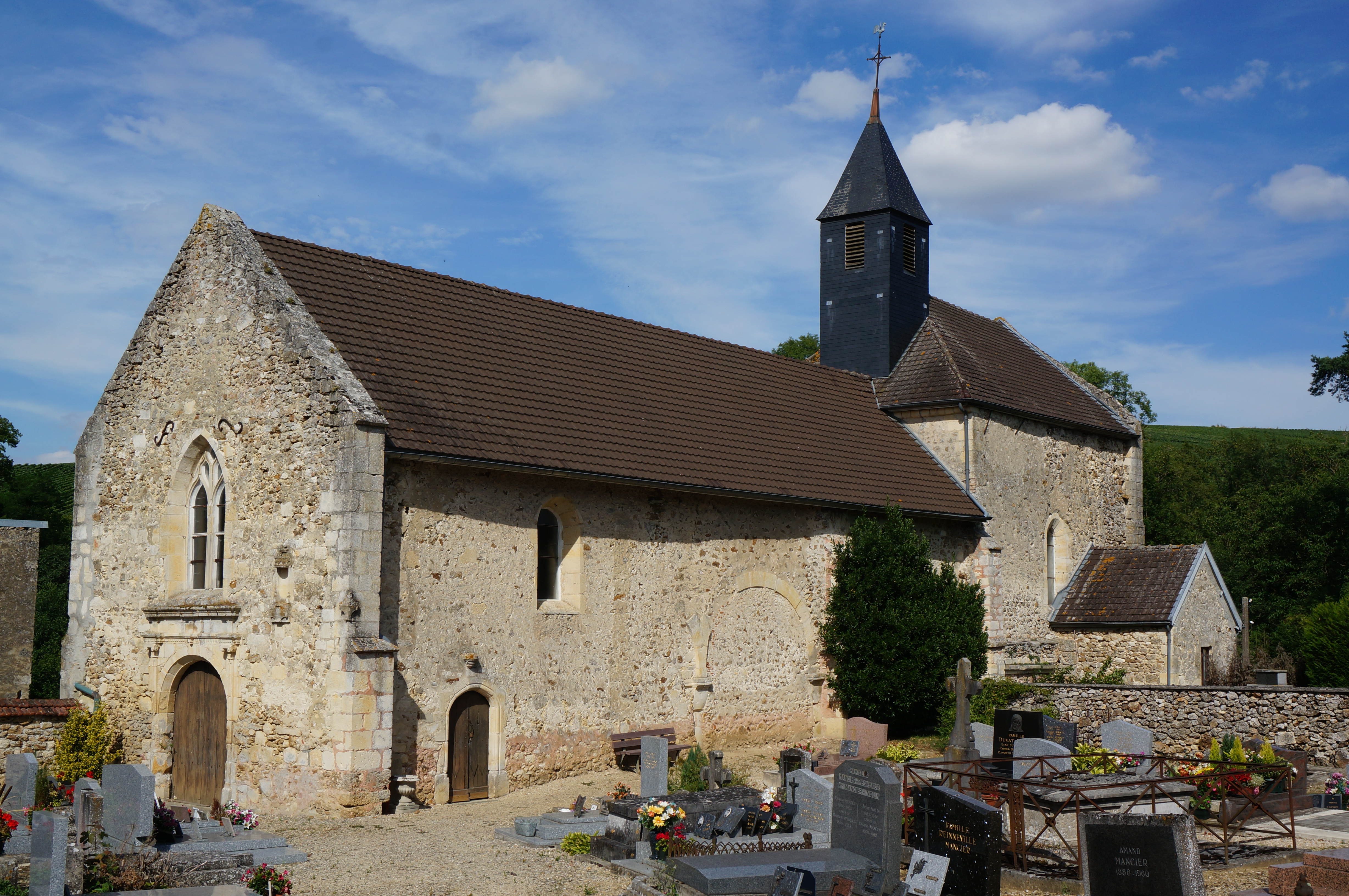
L'église.

### Lieux et monuments
Dans l'église, on trouve des dalles funéraires des XVIIe et XVIIIe siècles et des vitraux du XVIe siècle classés monuments historiques au titre objet,.

### Personnalités liées à la commune
- Jean-Charles Magnier Grandprez (1767-1835), homme politique né à Belval-sous-Châtillon, député du Bas-Rhin de 1815 à 1819.